# Goša Rubčinskij
Georgij Alexandrovič Rubčinskij (rusky Георгий Александрович Рубчинский; 29. června 1984, Moskva, SSSR) je ruský módní návrhář, street artový umělec a zakladatel módní značky nesoucí jeho jméno ГОША РУБЧИНСКИЙ. Jeho oblečení je inspirováno převážně stylem ruské skateboardové subkultury a ruské mládeže obecně, často také obsahuje motivy jiných módních značek (např. Kappa, Fila, Tommy Hilfiger). První Rubčinského kolekce SS/09 byla představena ke konci roku 2008 a nesla název Říše Zla (takto Ronald Reagan nazval SSSR v období studené války).